# Лі Артур Климентович
Арту́р Климе́нтович Лі́ (17 червня 1984, Самарканд — 16 серпня 2014, с. Красне, нині Сорокинського району Луганської області) — український спортсмен, військовик, сержант Збройних сил України.

## Життєвий шлях
Народився 1984 року в Узбекистані в місті Самарканд. У 1990-х там стало неспокійно — батько, аби вберегти сім'ю, відправив дружину разом з дітьми до її села Ходовичі на Стрийщині. Закінчив школу в селі Ходовичі 1999 року. Після завершення школи навчався у Вищому професійному училищі № 8 міста Стрий Львівської області — помічник машиніста тепловоза та електровоза, третього розряду (2002 рік).
Входив до складу Львівського обласного осередку Федерації фрі-файту, був провідним спортсменом та тренером Федерації рукопашу гопак України.
У 2002 році Артура призвали на військову службу до ЗСУ, служив десантником у місті Яворові. Під час проходження служби двічі побував у «гарячих точках» Іраку — зазнав поранення. З 2013 року проходив військову службу за контрактом у 80-й окремій аеромобільній ордена Червоної Зірки бригаді Високомобільних десантних військ Збройних Сил України (військова частина А0284, місто Львів).
З самого початку війни на сході його направили в зону АТО. Сержант з МТЗ роти 80-ї окремої аеромобільної бригади.
Загинув під час обстрілу села Красне Краснодонського району Луганської області, який вчинили терористи з РСЗВ «Град». Тоді ж загинули Тарас Кулєба, Ігор Добровольський, Денис Мирчук, Владислав Муравйов, Іван Пасевич, Назар Пеприк, Олег Тюріков, Олександр Філь, Денис Часовий.
Похований у селі Ходовичі 20 серпня 2014-го.
Без сина залишилась мама.

## Нагороди та вшанування
За особисту мужність і героїзм, виявлені у захисті державного суверенітету та територіальної цілісності України, вірність військовій присязі під час російсько-української війни, відзначений — нагороджений
- орденом «За мужність» III ступеня (15.3.2015, посмертно);
- нагрудним знаком «За оборону Луганського аеропорту» (посмертно);
- Медаль «За жертовність і любов до України»
- відкрито меморіальну дошку його честі на фасаді Ходовицької гімназії.
- відкрито меморіальну дошку його честі на фасаді будівлі Вищого професійного училища № 8 міста Стрий.
- В честь Артура Лі щороку відбувається Всеукраїнський турнір з рукопашу гопак «Пам'яті Артура Лі»
- Його портрет розміщений на меморіалі «Стіна пам'яті полеглих за Україну» у Києві: секція 2, ряд 9, місце 28.
- Вшановується 16 серпня на щоденному ранковому церемоніалі вшанування українських захисників, які загинули цього дня у різні роки внаслідок російської збройної агресії[2]